# Stanisław Dunin Borkowski (zm. przed 1688)
Stanisław Dunin Borkowski herbu Łabędź (zm. przed 8 marca 1688 roku) – kasztelan połaniecki w 1670 roku, łowczy sandomierski w latach 1666–1670, stolnik lubelski w 1670 roku, marszałek Trybunału Koronnego w latach 1683–1684, dworzanin królewski w 1660 roku.
Syn podczaszego sandomierskiego Jana. Żonaty z kasztelanką lubelską Teodorą Słupecką i Anną z Zamościa.
Był właścicielem Widuchowej, Kotek i Ruchniowa w powiecie wiślickim.
Poseł sejmiku lubelskiego na pierwszy sejm 1666 roku.
Był elektorem Michała Korybuta Wiśniowieckiego z województwa sandomierskiego w 1669 roku. W 1674 roku był elektorem Jana III Sobieskiego z województwa sandomierskiego. Marszałek zjazdu pod Koprzywnicą w 1672 roku.